# Pavel Dybenko
Pavel Jefimovič Dybenko (rusky Павел Ефимович Дыбенко; ukrajinsky Дибенко Павло Юхимович; 16. únorajul./ 28. února 1889greg., Ljudkovo, poblíž Černihiva – 29. července 1938, Moskva) byl sovětský politik a vojenský činitel.

## Životopis

### Mládí
Pavel Dybenko se narodil ve vesnici Ljudkovo v černigovské gubernii (nyní město Novozybkov v brjanské oblasti) do ukrajinské rolnické rodiny. Roku 1907 se seznámil s anarchismem.
Roku 1911 se stal námořníkem v Baltském loďstvu, o rok později vstoupil do bolševické strany. Po vypuknutí první světové války odjel na frontu, později byl zatčen za propagaci marxismu. Osvobozen byl po únorové revoluci. V dubnu roku 1917 se stal Dybenko předsedou Centrobaltu a připravoval loďstvo na uchopení moci bolševiky.

### Revoluce a občanská válka

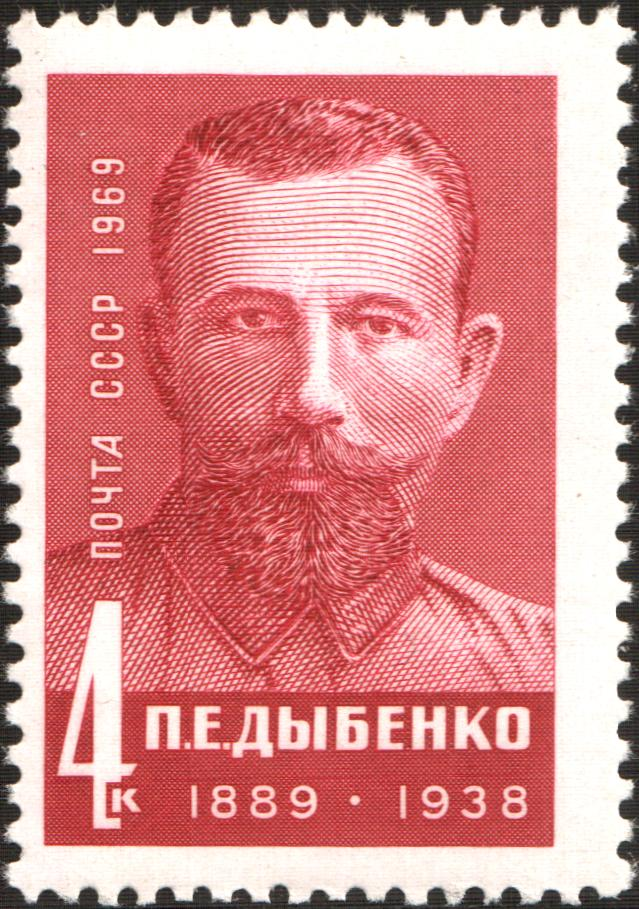
Dybenko na poštovní známce z roku 1969

Během říjnové revoluce velel nejen baltské flotile, ale i Rudým gardám. Na druhém všeruském sjezdu sovětů se stal členem komisariátu vojenství a námořnictva, které vedl spolu s Nikolajem Krylenkem a Vladimirem Antonov-Ovsejenkem.
Roku 1917 se Dybenko oženil s lidovou komisařkou (ministryní) sociálního zabezpečení a budoucí diplomatkou Alexandrou Kollontajovou.
V ruské občanské válce byl jedním z velitelů Rudé armády, přestože neměl žádné vojenské vzdělání. Roku 1918 bojoval proti bělogvardějcům na Ukrajině. Téhož roku byl zajat, nakonec ale byl vyměněn za německého důstojníka.
V letech 1919 - 1920 bojoval v Caricynu i na Kavkaze. Na čas se musel spojit s ukrajinskými anarchisty Nikiforem Grigorjevem a Nestorem Machnem. V té době začal sdílet velení s Michailem Tuchačevským. Roku 1921 dohlížel na vznik Krymské SSR.

### Pozdější kariéra
Roku 1922 se Dybenko rozvedl s Kollontajovou. Ze zoufalství se pokusil o sebevraždu. Téhož roku absolvoval vojenskou akademii. V letech 1928–1938 působil v různých vedoucích pozicích, vojenských i státních, a byl velitelem vojsk ve střední Asii. Stal se také náměstkem předsedy Nejvyššího sovětu.
Od roku 1928 zastával různé funkce v Rudé armádě. Stal se velitelem Leningradského vojenského okruhu. Roku 1937 se stal soudcem ve třetím moskevském procesu s Tuchačevským.

### Smrt
Roku 1938 byl pro nedostatek důvěry zbaven postu velitele okruhu a stal se náměstkem lidového komisaře průmyslu a lesnictví. Brzy však byl zatčen a obviněn z korupce, nekázně, zanedbávání povinností a špionáže ve prospěch USA.
I přesto, že Stalinovi napsal dopis, v němž prohlašoval, že neumí anglicky, byl odsouzen k trestu smrti a 29. července 1938 popraven.

### Odkaz
Dybenkovo jméno dnes nosí ulice v Moskvě, Petrohradu, Doněcku, Charkově, Samaře a jiných městech. V petrohradském metru se nachází stanice Ulica Dybenko na lince Pravoberežnaja. Stejný název má mít i plánovaná stanice v moskevském metru.